# Kemlerův kód

Kemlerův kód (horní řádka) na výstražné tabulce, označující vysoce hořlavý benzín (dole: číslo UN)

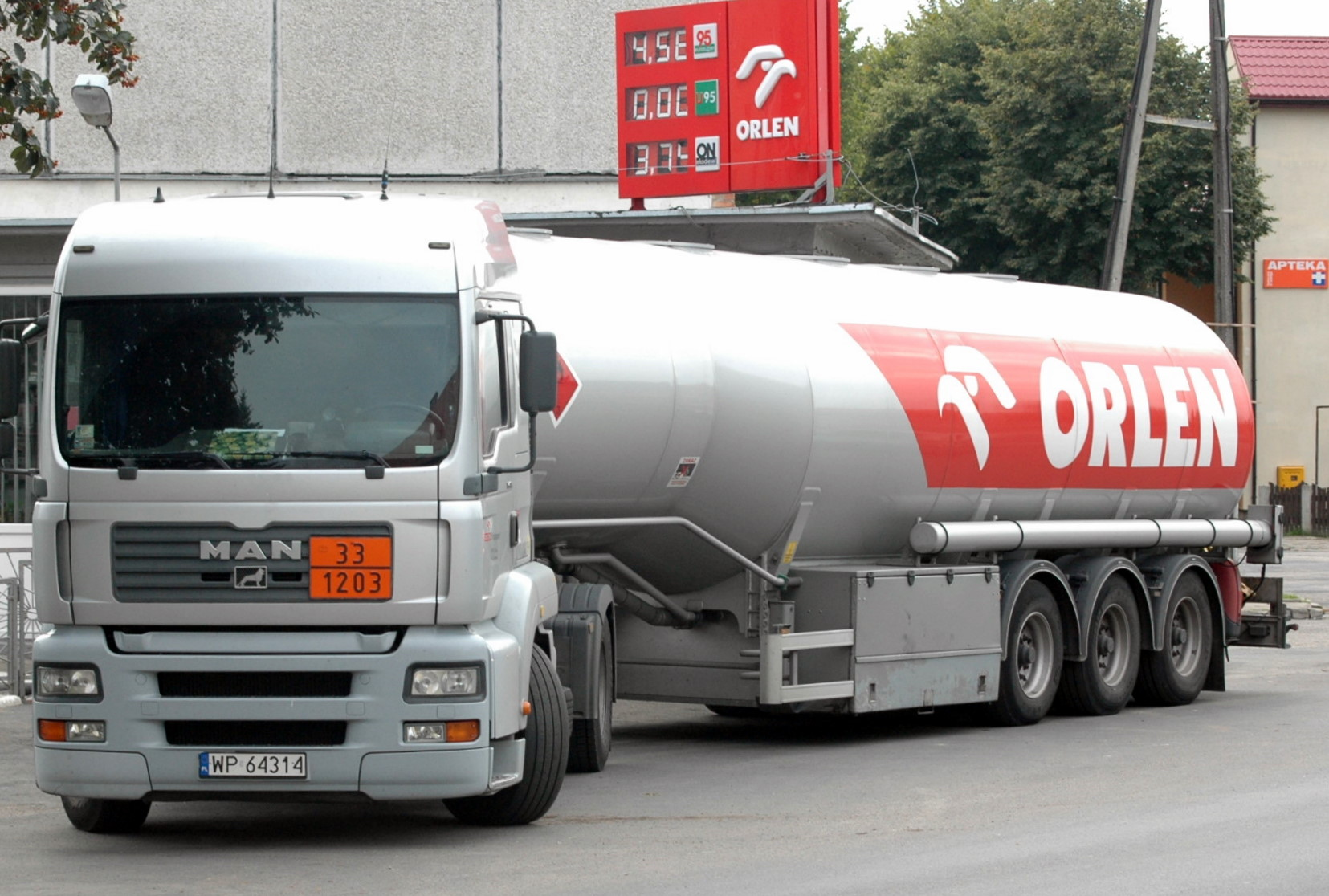
Tabulka s Kemlerovým kódem na vozidle převážejícím benzín

Kemlerův kód je kód značící nebezpečnost nebezpečné látky pro potřeby přepravy podle dohod ADR a RID. Umisťuje se na výstražnou tabulku o rozměru 400×300 mm na vozidlo přepravující předměty podle těchto dohod. Kemlerův kód slouží pro rychlé zjištění přibližných vlastností (chování) látky a je umístěn v horní polovině tabulky.
Dolní polovina tabulky obsahuje podrobnější kód, určující přesně přepravovanou látku.
V případě zásahu u dopravní nehody tedy hasiči díky hornímu číslu na první pohled vidí, jaké chování lze od látky očekávat, a díky dolnímu číslu mohou ze seznamu ve svém voze nebo na dispečinku zjistit přesný název látky.
Na cisternách je často možné vidět například Kemlerův kód „33“ (pokud přepravují benzín nebo jinou prudce hořlavou látku).
Kemlerův kód je pojmenovaný po svém tvůrci, Georgi Kemlerovi, členu francouzské delegace při jednání o mezinárodních dohodách o přepravě nebezpečných látek.

## Formát kódu
Kemlerův kód tvoří dvě nebo tři číslice, před kterými může být doplněno písmeno X.
Číslice vyjadřují charakteristiku nebezpečí:
- 2 – Plynná látka (uvolňování plynů pod tlakem)
- 3 – Hořlavá kapalina (hořlavost par kapalin a plynů)
- 4 – Hořlavá pevná látka
- 5 – Látka podporující hoření (oxidační účinky)
- 6 – Jedovatá látka (toxicita)
- 7 – Radioaktivní látka
- 8 – žíravá látka (leptavé účinky)
- 9 – Samovolná reakce (nebezpečí prudké, bouřlivé reakce)
- 0 – Bez významu (viz níže)

V případě větší intenzity nebezpečí se číslice zdvojí (např. vysoká hořlavost – „33“).
Pokud látku dostatečně charakterizuje jediný znak, doplní se nulou, aby kód měl vždy alespoň dvě číslice (např. jedovatá látka – „60“).
Pokud je před číselným kódem uveden znak X, znamená to, že se jedná o látku nebezpečně reagující s vodou.
Přesný význam některých kódů je specifikován jako mírně odlišný od prosté kombinace základních znaků (např. „22“ by znamenalo vysoké nebezpečí úniku plynné látky pod tlakem, ale jeho význam je zúžen na „zchlazený zkapalněný plyn, dusivý“).

### Příklady
- 238 – hořlavý žíravý plyn
- 25 – plyn podporující hoření
- 30 – hořlavá kapalina
- X336 – prudce hořlavá jedovatá látka, která nebezpečně reaguje s vodou